# Дзукки, Белен
Мария Белен Дзукки (исп. María Belén Succi, 16 октября 1985, Буэнос-Айрес, Аргентина) — аргентинская хоккеистка (хоккей на траве), вратарь. Бронзовый призёр летних Олимпийских игр 2008 года, чемпионка мира 2010 года, бронзовый призёр чемпионата мира 2014 года, трёхкратная чемпионка Америки 2009, 2013 и 2017 годов, двукратная чемпионка Панамериканских игр 2007 и 2019 годов, двукратный серебряный призёр Панамериканских игр 2011 и 2015 годов.

## Биография
Белен Дзукки родилась 16 октября 1985 года в Буэнос-Айресе.
Играет в хоккей на траве за «Ривер Плейт» (до 2020 года — за КАСИ из Сан-Исидро). Окончила школу Пражского младенца Иисуса в 2003 году
В 2005 году выступала за юниорскую сборную Аргентины на панамериканском чемпионате и чемпионате мира среди молодёжи. С 2006 года играет в главной команде страны, провела 240 матчей.
В 2008 году вошла в состав женской сборной Аргентины по хоккею на траве на летних Олимпийских играх в Пекине и завоевала бронзовую медаль. Играла на позиции вратаря, провела 1 матч.
В 2016 году вошла в состав женской сборной Аргентины по хоккею на траве на летних Олимпийских играх в Рио-де-Жанейро, занявшей 7-е место. Играла на позиции вратаря, провела 6 матчей, пропустила 9 мячей (по три от сборных Великобритании и Нидерландов, два — от США, один — от Австралии).
В 2010 году выиграла чемпионат мира в Росарио, в 2014 году завоевала бронзу на чемпионате мира в Гааге.
В 2009, 2013 и 2017 годах выигрывала золотые медали чемпионата Америки.
Дважды завоёвывала золотые медали хоккейных турниров Панамериканских игр — в 2007 году в Рио-де-Жанейро, в 2019 году в Лиме. Также на её счету две серебряных медали — в 2011 году в Гвадалахаре, в 2015 году в Торонто.
Завоевала девять медалей Трофея чемпионов: золото в 2008, 2009, 2010, 2012, 2014, 2016 годах, серебро в 2007 и 2011 годах, бронзу в 2018 году. Четырежды признавалась на этих турнирах лучшим вратарём (в 2009, 2011, 2012, 2014).
В 2014 и 2016 годах номинировалась на звание лучшего вратаря мира, в 2009 году вошла в символическую сборную мира по версии ФИХ.